# Sayama
Sayama (狭山市 -shi) é uma cidade japonesa localizada na província de Saitama.
Em 2003 a cidade tinha uma população estimada em 160 917 habitantes e uma densidade populacional de 3 281,34 h/km². Tem uma área total de 49,04 km².
Recebeu o estatuto de cidade a 1 de Julho de 1954.
A Honda possui uma fábrica nesta cidade, onde são produzidos automóveis como o Prelude, Accord, TSX e Integra.

## Cidades-irmãs
- Worthington, EUA
- Hangzhou, China
- Tsunan, Japão
- Tongyeong, Coreia do Sul